# Scorpaena afuerae
Scorpaena afuerae behoort tot het geslacht Scorpaena van de familie van schorpioenvissen. Deze soort komt voor in het zuidoosten van de Grote Oceaan van Peru tot Ecuador op diepten tot 100 meter. Zijn lengte bedraagt zo'n 35 cm.